# Tedako浦西站
26°13′51.06″N 127°42′10.96″E / 26.2308500°N 127.7030444°E
Tedako浦西站（日语：／ Tedako-uranishi eki */?） ，又譯作日子浦西站，是位於日本沖繩縣浦添市的一個車站，為沖繩都市單軌鐵路伸延時所設置的新站。車站位置設於現時的西原入口交匯處，即沖繩縣道38號及沖繩縣道241號的交匯。
車站最初規劃時，定名為「浦西站」，不過後來經過公眾諮詢及公開召募後，決定在原來站名前加入（Tedako）的稱呼，是沖繩方言，有「太陽之子」的意思，而浦添剛好也是琉球王國的其中一位國君英祖王的出身地，其神號為「英祖日子」（えそのてだこ），因而獲加置於車站名稱內。
為配合作為北端的總站，車站附近已規劃了用地作為日後停車換乘用地，讓浦添市或附近單軌未到達的地區可以在此轉換。

## 車站構造
島式月台設計，共設有1面2線的月台配置，與現時儀保站的設計相同。

### 月台配置
| 月台 | 路線                | 目的地                                       |
| ---- | ------------------- | -------------------------------------------- |
| 1、2 | ■沖繩都市單軌電車線 | 首里、歌町、牧志、縣廳前、小祿、那霸機場方向 |

## 歷史
- 2012年（平成24年）1月25日：國土交通省批准沖繩都市單軌鐵路經營首里～浦西共4.1公里的軌道事業特許認可[6]。
- 2013年（平成25年）11月2日：進行車站興建起工式[7]。
- 2014年（平成26年）12月26日：站名決定採用「Tedako浦西站」[8]。
- 2019年（令和元年）10月1日：正式開業[7]。

## 附近建築物
- 西原入口交匯處（日语：西原入口交差点）
- 沖繩自動車道（將增設IC站[2]）
- 浦添前田郵局
- 西原坂田郵局
- 浦添市立前田小學
- 浦添市立浦西中學
- 西原町立坂田小學
- 沖繩縣立西原高等學校
- 沖繩基督教短期大学、沖繩基督教學院大學
- 琉球大學醫學部附屬病院

## 相鄰車站
沖繩都市單軌電車
■沖繩都市單軌電車線
浦添前田（18）－Tedako浦西（19）

## 外部連結
- 沖繩都市單軌電車 – Tedako浦西站 （页面存档备份，存于）（日語）（英文）（繁體中文）（简体中文）